# 1. ročník udělování cen Grammy

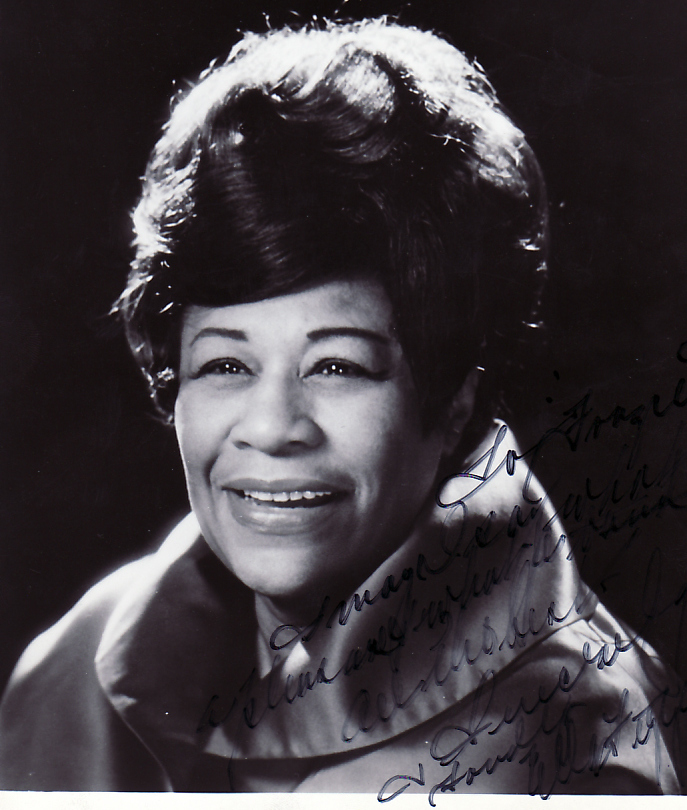
Ella Fitzgerald (fotka z roku 1968) získala cenu v popové kategorii

1. ročník udělování cen Grammy se odehrálo 4. května 1959 v Beverly Hilton Hotelu v Los Angeles.
- Nahrávka a píseň roku: Domenico Modugno – Nel blu, dipinto di blu (Volare)
- Album Roku/Nejlepší aranžmá: Henry Mancini – The Music from Peter Gunn
- Dětská/humoristická píseň roku: Ross Bagdasarian – The Chipmunk Song
- Istrumentální kompozice roku: Nelson Riddle – Cross Country Suite
- Obal alba roku: Frank Sinatra – Frank Sinatra Sings for Only The Lonely

## Skladby podle žánrů
Country: The Kingston Trio – Tom Dooley
Jazz
Jazz
- Sólista: Ella Fitzgeraldová – Ella Fitzgerald Sings the Duke Ellington's Songbook
- Skupina/Taneční skupina : Count Basie – Basie

Muzikál
- Provedení: Meredith Wilson – The Music Man
- Soundtrack: André Previn – Gigi

Pop
- Ženské vokály: Ella Fitzgeraldová – Ella Fitzgerald Sings the Irving Berlin Songbook
- Mužské vokály: Perry Como – Catch The Falling Star
- Skupina: Keely Smith and Louis Prima – That Old Black Magic
- Orchestr: Billy May – Billy May's Big Fat Brass

Rhythm and blues
- The Champs – Tequila

Mluvené slovo
- Stan Freberg – The Best of the Stan Freberg Shows